# Turgay Şeren
Turgay Şeren (Ankara, 15 de mayo de 1932-Estambul, 6 de julio de 2016) fue un futbolista turco que jugaba en la demarcación de portero.

## Trayectoria

### Clubes
Realizó casi toda su carrera en el Galatasaray SK. Sin embargo, a comienzos de 1959, viajó a Buenos Aires para realizar una prueba con el River Plate. En este conjunto estuvo entrenando seis meses, llegando a disputar varios encuentros amistosos, sorprendiendo a la prensa por sus buenas actuaciones. Jamás se pudo oficializar su traspaso, debido a que tuvo que regresar urgentemente a Turquía por ciertos imprevistos de índole familiar.

### Selección nacional
Jugó un total de 46 partidos con la selección de fútbol de Turquía tras jugar cinco partidos con la sub-21. Debutó el 28 de mayo de 1950 en un partido amistoso contra Irán que finalizó con un resultado de 6-1 tras los goles de Halit Deringör, un hat trick de Reha Eken y un doblete de Lefter Küçükandonyadis por parte de Turquía, y de Amir Khalili por parte de Irán. Además jugó dos partidos en la Copa Mundial de Fútbol de 1954 contra Alemania Occidental y Corea del Sur.

#### Participaciones en Copas del Mundo
| Mundial                        | Sede  | Resultado      | Partidos | Goles |
| ------------------------------ | ----- | -------------- | -------- | ----- |
| Copa Mundial de Fútbol de 1954 | Suiza | Fase de grupos | 2        | 0     |

## Clubes

### Como jugador
| Club           | País    | Año       | Partidos | Goles |
| -------------- | ------- | --------- | -------- | ----- |
| Galatasaray SK | Turquía | 1947-1967 | 385      | 0     |

### Como entrenador
| Club              | País    | Año       |
| ----------------- | ------- | --------- |
| Mersin İdmanyurdu | Turquía | 1968-1969 |
| Vefa SK           | Turquía | 1969-1970 |
| Samsunspor        | Turquía | 1970-1971 |
| Galatasaray SK    | Turquía | 1979-1980 |